# Fórnols, Teruel
Fórnols este o localitate în nord-estul Spaniei, în provincia Teruel din comunitatea autonomă Aragon. Are o populație de 102 de locuitori. (2011).

## Referențe
1. ↑  Nomenclátor Geográfico de Municipios y Entidades de Población (20240402 edition)
2. ↑   https://datos.gob.es/es/catalogo/a02002834-nomenclator-ano-20147 Lipsește sau este vid: |title= (ajutor)
3. ↑  „INEbase / Demografía y población / Cifras de población y Censos demográficos”. Arhivat din original la 26 mai 2015. Accesat în 15 februarie 2012.